# Quận Shelby, Texas
Quận Shelby (tiếng Anh: Shelby County) là một quận trong tiểu bang Texas, Hoa Kỳ. Quận lỵ đóng ở thành phố Center6. Quận được đặt tên theo Isaac Shelby, một người lính trong Chiến tranh cách mạng Mỹ người đã trở thành thống đốc thứ nhất bang Kentucky.
Theo kết quả điều tra dân số năm  2000 của Cục điều tra dân số Hoa Kỳ, quận này có dân số 25.224 người.